# Caspar Reuvens

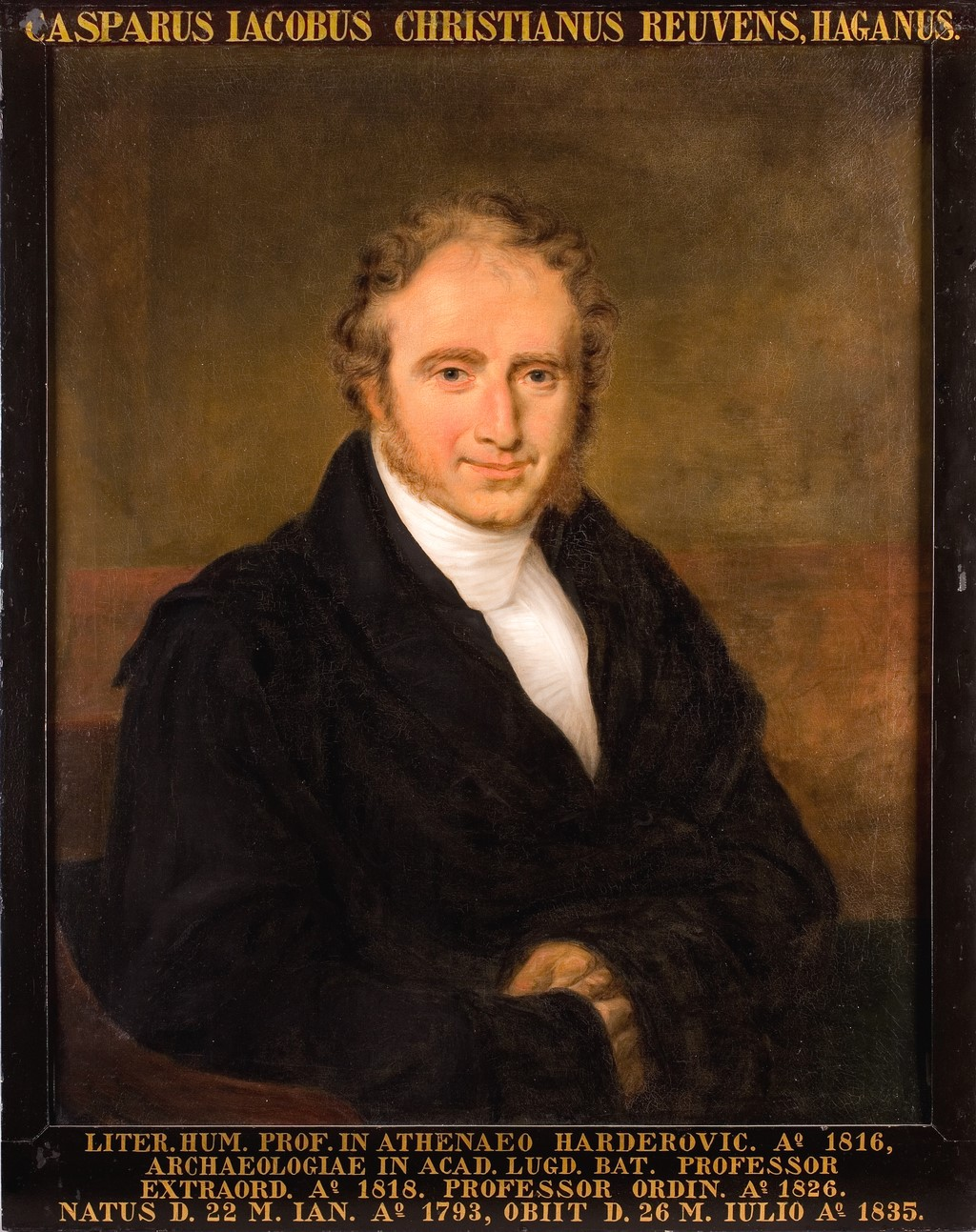
Ölgemälde Reuvens von Louis Moritz

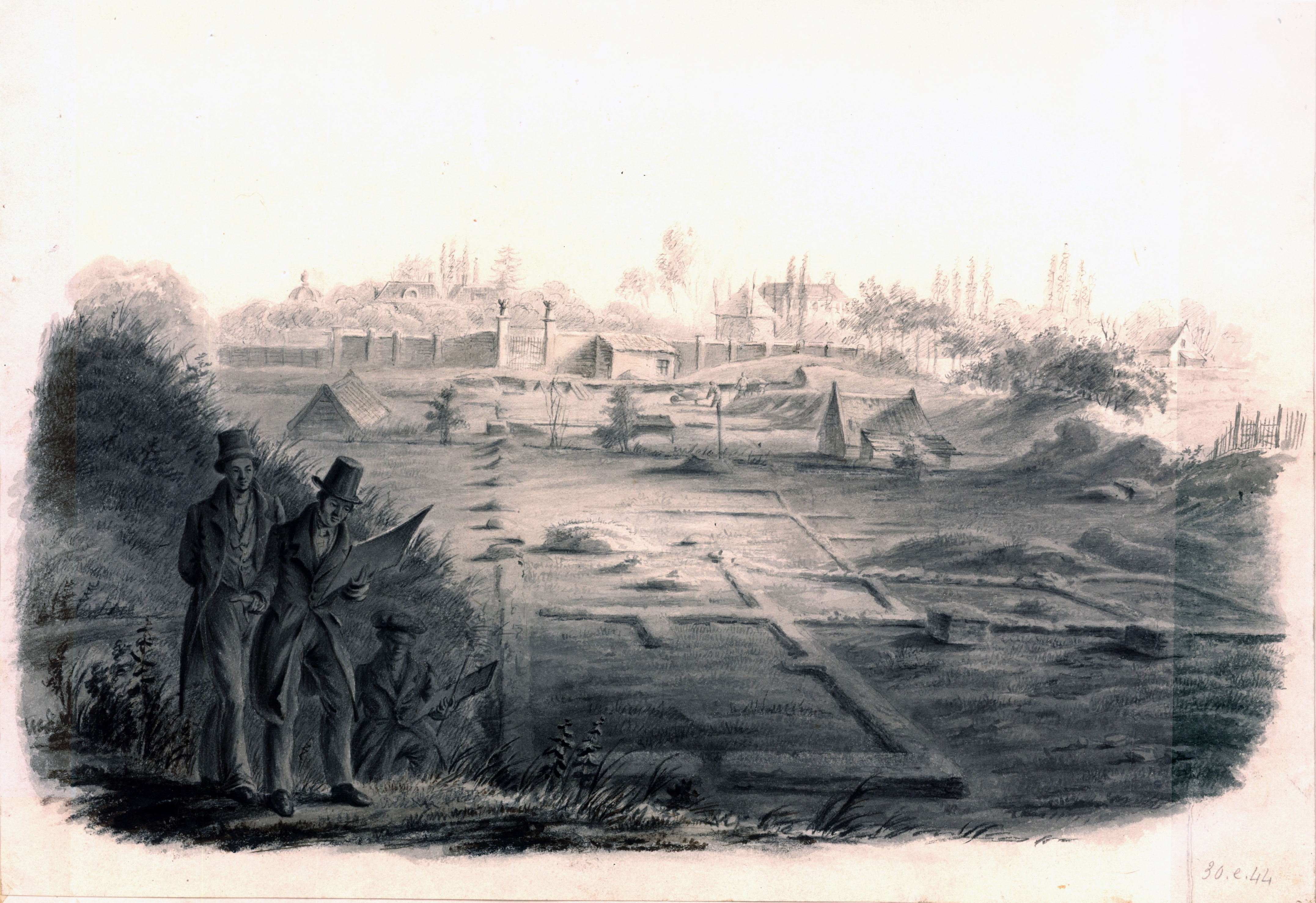
Reuvens bei seinen archäologischen Untersuchungen an den römischen Überresten des Forum Hadriani

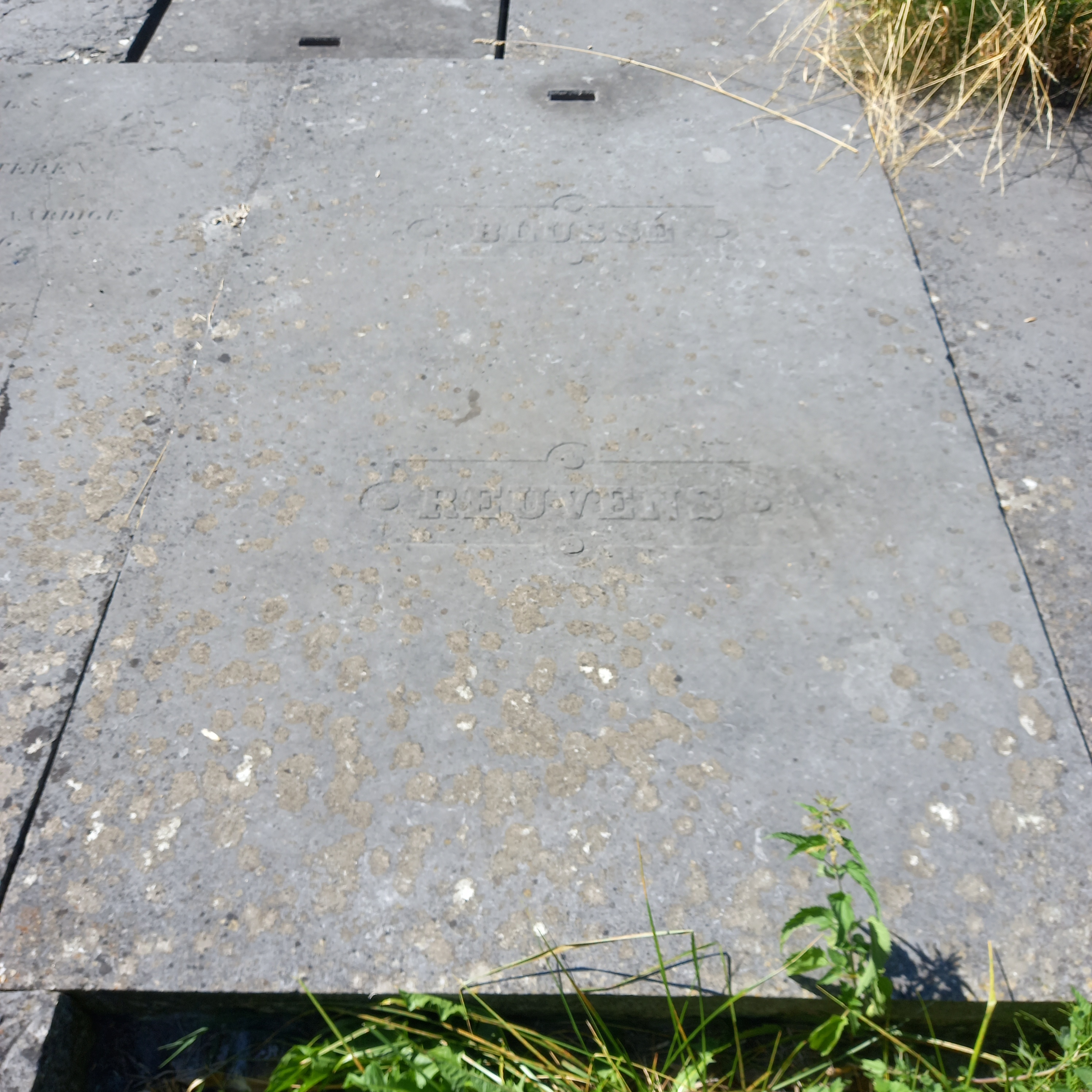
Das Grab von Caspar Reuvens auf dem Friedhof Groenesteeg in Leiden

Caspar Jacob Christiaan Reuvens, latinisiert Casparus Iacobus Christianus Reuvensius, (* 22. Januar 1793 in Den Haag; † 26. Juli 1835 in Rotterdam) war ein niederländischer Altertumskundler. Er gilt als Begründer der Klassischen Archäologie in den Niederlanden und war Gründungsdirektor des Museum Antiquarum in Leiden, des späteren Rijksmuseum van Oudheden.
Caspar Reuvens besuchte die Schule in Amsterdam und studierte anschließend Rechtswissenschaften in Paris, wo er 1813 auch promoviert wurde. 1815 wurde er an der Universität Harderwijk (Gymnasium Reichs-Athaneum) ordentlicher Professor für Griechisch, Latein und Geschichte. Im Sommer des Jahres reiste er nach Deutschland, wo er prägenden Eindrücken ausgesetzt war. An der Universität Göttingen war er insbesondere von der Bibliothek des altphilologischen Seminars und der akademischen Kunstsammlung beeindruckt. 1818 wechselte er nach Schließung des Gymnasiums Reichs-Athaneum Harderwijk als außerordentlicher Professor für Archäologie an die Universität Leiden. Er war damit der erste Professor der Welt, dessen Arbeitsbereich sich ausschließlich auf die Archäologie bezog. Dort besuchte ihn 1822, im Jahr seiner Hochzeit mit der Schriftstellerin Louise Sophie Blussé, Karl Otfried Müller. In Leiden baute er das Museum Antiquarum auf und orientierte sich hierbei an Museumskonzepten von Taylor Combe und Ennio Quirino Visconti, die er bei Reisen nach England und Italien kennengelernt hatte. Reuvens beschränkte sich für das Antiquarum nicht wie viele andere Sammler auf Werke der griechisch-etruskisch-römischen Kunst der Antike, sondern griff auch darüber hinaus. Er sammelte Werke der ägyptischen Kunst, aber auch hinduistisch-buddhistische Skulpturen von Java, in denen er meinte, ein über Indien verbreitetes hellenistisches Erbe zu erkennen. Reuvens sammelte nicht nur Aegyptiaca, er beschäftigte sich angeregt durch die Arbeiten von Jean-François Champollion mit Altägypten. Er gilt damit als einer der Pioniere der Papyrologie. Auch als Feldarchäologe konnte er mit seinen Ausgrabungen im Forum Hadriani bei Rotterdam von 1827 bis 1833 durch neu entwickelte Methoden Akzente setzen. 1834 legte er zusammen mit Conradus Leemans ein rund 90 m mal 60 m großen Steingebäude in Ulpia Noviomagus Batavorum (Nijmegen) frei, dessen Funktion bis heute nicht abschließend geklärt ist.
Seit 1816 war er korrespondierendes und seit 1822 ordentliches Mitglied der Königlich Niederländischen Akademie der Wissenschaften. 1834 wurde er korrespondierendes Mitglied der Königlich Preußischen Akademie der Wissenschaften.
Im Alter von 42 Jahren erlag der Vater von drei Kindern einem Herzinfarkt und wurde in Leiden begraben. Seine Tochter Maria Ereardina ist Mutter des Biologen Hugo de Vries. Reuvens Nachfolger als Museumsdirektor wurde Conrad Leemans.
Die archäologische Fakultät der Leidener Universität hat ihren Sitz heute am nach Reuvens benannten Reuvensplaats (Reuvensplatz). Auch die Leidener Studienvereinigung der Klassischen Archäologen wurde zu seinen Ehren K.A.D. Reuvens genannt. Jährlich wird an jeweils anderen Orten in den Niederlanden der Reuvensdagen (Reuvenstag), ein jährlicher archäologischer Kongress, durchgeführt.